# Titularerzbistum Thebae
Thebae (italienisch Tebe di Grecia) ist ein Titularbistum der römisch-katholischen Kirche.
Es geht zurück auf ein früheres Bistum der antiken griechischen Stadt Theben im Süden Böotiens.
| Nr. | Name                                          | Amt                                                                                | von                | bis                |
| --- | --------------------------------------------- | ---------------------------------------------------------------------------------- | ------------------ | ------------------ |
| 1   | Giuseppe Acquaviva                            |                                                                                    | 5. September 1621  | 1634               |
| 2   | Lelio Falconieri                              | Sekretär der Kongregation für die Bischöfe                                         | 14. Dezember 1634  | 14. Dezember 1648  |
| 3   | Gianantonio Davia                             | Apostolischer Nuntius in Deutschland und Polen                                     | 21. Juni 1690      | 10. März 1698      |
| 4   | Orazio Filippo Spada                          |                                                                                    | 15. September 1698 | 15. Dezember 1704  |
| 5   | Nicolò Gaetano Spínola                        | Kurienkardinal                                                                     | 4. Oktober 1706    | 12. April 1735     |
| 6   | Felix Solazzo Castriotta                      |                                                                                    | 21. Juni 1745      | 9. März 1755       |
| 7   | Vitaliano Borromeo                            | Kurienkardinal                                                                     | 16. Februar 1756   | 7. Juni 1793       |
| 8   | Serafino Brancone OSB                         | emeritierter Bischof von Gallipoli (Italien)                                       | 12. Februar 1759   | 15. August 1774    |
| 9   | Joaquín de Eleta OFM                          |                                                                                    | 18. Dezember 1769  | 27. Dezember 1786  |
| 10  | Lorenzo Litta                                 | Apostolischer Nuntius in Polen und Russland                                        | 23. September 1793 | 28. September 1801 |
| 11  | Giuseppe Morozzo Della Rocca                  | Apostolischer Nuntius Sekretär der Kongregation für die Bischöfe                   | 29. März 1802      | 8. März 1816       |
| 12  | Ugo Pietro Spinola                            | Apostolischer Nuntius in Österreich Kurienerzbischof                               | 2. Oktober 1826    | 2. Juli 1832       |
| 13  | Tommaso Pasquale Gizzi                        | Apostolischer Nuntius                                                              | 18. Februar 1839   | 22. Januar 1844    |
| 14  | Gaetano Bedini                                | Apostolischer Nuntius Sekretär der Kongregation für die Evangelisierung der Völker | 15. März 1852      | 18. März 1861      |
| 15  | Mieczyslaw Halka Ledóchowski                  | Apostolischer Nuntius in Belgien                                                   | 30. September 1861 | 8. Januar 1866     |
| 16  | Luigi Biscioni (Bisconi) Amadori              | emeritierter Bischof Sansepolcro (Italien)                                         | 23. September 1875 |                    |
| 17  | Pietro Rota                                   | emeritierter Bischof von Montua (Italien)                                          | 4. November 1884   | 1890               |
| 18  | Antonio Sabatucci                             |                                                                                    | 1. Oktober 1890    | 14. März 1892      |
| 19  | Ladislaus Zaleski                             | Apostolischer Delegat von Indien                                                   | 5. März 1892       | 4. Dezember 1916   |
| 20  | Giovanni Battista Nasalli Rocca di Corneliano | Kurienerzbischof                                                                   | 6. Dezember 1916   | 21. November 1921  |
| 21  | Angelo Rotta                                  | Apostolischer Nuntius Kurienerzbischof                                             | 19. Oktober 1922   | 1. Februar 1965    |